# Онучин, Вячеслав Николаевич
Вячесла́в Никола́евич Онучин (род. 11 мая 1964) — советский и российский футболист, выступавший на позиции нападающего. Работает тренером-преподавателем в МБУ СШ по футболу «Урал», город Екатеринбург Свердловской области.

## Биография
Вячеслав Николаевич Онучин родился 11 мая 1964 года.
Воспитанник свердловской ДЮСШ «Уралмаш».
Профессиональную карьеру начинал в 1980 году в команде «Уралмаш», за который в общей сложности сыграл более 240 матчей. За время выступлений сменил такие команды, как «Кайрат» Алма-Ата, «Гастелло» Уфа, «Уралец» Нижний Тагил.
С 1991 года выступал в Венгерской Республике за клубы «Татабанья» и «Печ».
В Высшей лиге СССР провёл 4 матча в составе «Кайрата». Также сыграл ряд матчей в элитном дивизионе чемпионата Венгрии.
Завершил карьеру игрока в 1995 году, выступая за «Уралец».
С 2004 года работает в муниципальном бюджетном учреждении спортивная школа по футболу «Урал». Тренер детских команд в ДЮСШ «Урал». В 2021 году тренировал команду юношей 2006 г.р.
В 2013 году окончил Шадринский государственный педагогический институт, педагог по физической культуре.

## Семья
Сын Артём также является одним из тренеров МБУ СШ по футболу «Урал».